# Emil Gârleanu
Emil Gârleanu (Jászvásár, 1878. január 5. – Câmpulung, 1914. június 2.) román író, újságíró és rendező.

## Élete
Tanulmányait Jászvásárban végezte, majd a katonai iskolába iratkozott be, ahol megismerkedett a leendő íróval, Jean Barttal. Két fő oka volt annak, hogy a katonai karriert választotta, egyrészt apja hatására, aki ezredes volt, másrészt pedig azért, mivel a katonai kaszárnyák közelében laktak, ezért gyakran nyílt alkalma találkozni a katonákkal és betekintést nyerni az életükbe. Katonai karrierje végét publicisztikai aktivitása okozta, mivel ez a katonák számára tiltott foglalkozás volt azon időkben, ezért felmentették a szolgálat alól.

## Irodalmi tevékenység
1900-ban egy jászvásári folyóiratban jelentette meg első műveit, a Dragul mamei prózai és a Iubita lírai alkotását. Ezután több más folyóirattal is kapcsolatba került, többek között az Arhiva, Evenimentul, Sămănătorul, Luceafărul, Albina, Convorbiri literare, Flacăra újságokkal.
Kulturális tevékenységének egyik kiemelkedő tette, hogy részt vett a Societatea Scriitorilor Români létrehozásában 1908-ban, és melynek elnöke volt 1911–1912 között.
Több írónak is segített megnyilvánulni, támogatta könyveik megjelenését, majd sokukat azután is:
- 1907 Grigore Alexandrescu
- 1908 Mihail Kogălniceanu
- 1909 Costache Negri
- 1909 Vasile Alecsandri

## Művei
- Bătrânii (1905)
- Cea dintâi durere (1907)
- Odată! (1907)
- Într-o zi de mai (1908)
- 1877. Schițe din război (1908)
- Punga (1909)
- Din lumea celor care nu cuvântă (1910)
- Nucul lui Odobac (1910)
- Trei vedenii (1910)
- Amintiri și schițe (1910)
- Visul lui Pillat (1915)
- O lacrimă pe-o geană (1915)
- Povești din țară (1916)
- Culegătorul de rouă (1919)

## Magyarul
- Az őz; ford. Vári Albert; Ifjúsági, Bukarest, 1954